# Leslie Morshead
Generálporučík Sir Leslie James Morshead (18. září 1889 Ballarat – 26. září 1959 Sydney) byl australský důstojník, učitel, obchodník a farmář, který během své vojenské kariéry zasáhl do obou světových válek. Během druhé světové války velel australským a britským jednotkám během obležení Tobruku (1941) stejně jako během druhé bitvy u El Alameinu, kde zvítězil nad Erwinem Rommelem.
Přísný a náročný velitel si od svých vojáků vysloužil přezdívku „Ming Nemilosrdný“, později jednoduše „Ming“, podle nechvalně známé postavy z komiksu Flash Gordon.

## Mládí
Narodil se 18. září 1889 v Ballaratu v Austrálii, jako šesté dítě ze sedmi Williamu Morsheadovi, zlatokopovi původem z Anglie, a jeho ženě Mary Elize Morshead, rozené Rennison.
V roce 1906 se stal nekvalifikovaným učitelem na střední škole ve čtvrti Mount Pleasant v Ballaratu a o tři roky později započal svá studia na Melbourne Teachers Training College s cílem doplnit si vzdělání na kvalifikovaného učitele. Svá studia úspěšně zakončil v prosinci 1910 a zároveň získal stipendium, aby mohl ve studiu pokračovat na univerzitě. Nicméně nástup na univerzitu se rozhodl o rok odložit a věnovat se učení. Na University of Melbourne nastoupil v roce 1911. Avšak po neúspěchu u zkoušky z dedukce o rok později ze školy odešel. Po odchodu z univerzity začal učit na The Armidale School. O dva roky později odešel na prestižní školu Melbourne Grammar School.
Již během svého působení v Armidale se stal velitelem školní jednotky kadetů, která byla zformována v rámci mládežnické organizace Australian Army Cadets. V září 1913 byl v rámci této organizace povýšen na kapitána. Ve své činnosti pokračoval i při svém působení v Melbourne Grammar School, kde velel mnohem větší jednotce kadetů. V této době také potkal Myrthe Catherine Woodside, sestru jednoho ze svých žáků. Dívku, kterou si později vzal za ženu.

## První světová válka

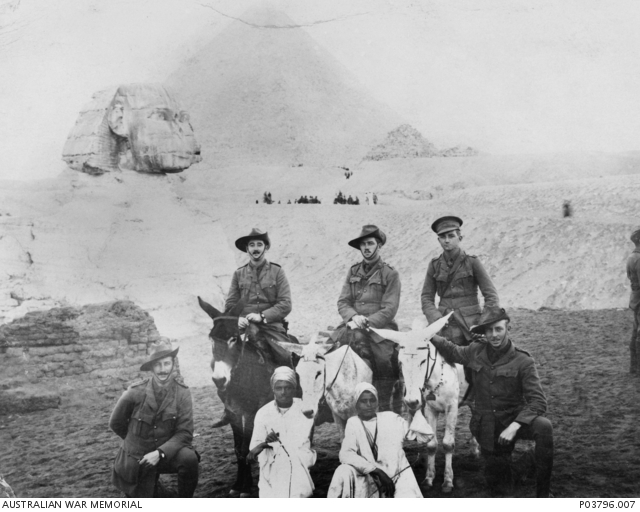
Důstojníci 2. pěšího praporu v Gize v prosinci 1914. Zleva doprava: kpt. A. B. Stevens, por. L. J. Morshead, kpt. H. L. Nash, por. E. M. Solling a maj. C. R. Richardson.

Morsheadova učitelská kariéra byla přerušena propuknutím první světové války v srpnu 1914. Morshead se vzdal svého povolání, odjel z Melbourne do Sydney, kde vstoupil v hodnosti vojína do armády. Byl přiřazen k 2. pěšímu praporu, First Australian Imperial Force, pod velením podplukovníka George Braunda, s nímž se Morshead velmi dobře znal ještě z doby svého působení v Armidale.
Již 19. září 1914 je však povýšen na poručíka a odvelen do Egypta, kam přijíždí na palubě transportní lodi Suffolk 18. října 1914. V Egyptě celý prapor prošel výcvikem a 8. ledna 1915 se Morshead dočkal povýšení na kapitána.

### Gallipoli
2. pěší prapor vstoupil do bojů první světové války vyloděním v Anzac Cove 25. dubna 1915. Morsheadova četa byla přepravena transportní lodí Derfflinger na torpédoborec HMS Usk, který celou četu dopravil do vzdálenosti asi 500 metrů od břehu. Zbytek cesty k pobřeží četa musela zvládnout na dřevěných člunech.

2. pěší prapor toho dne dosáhl z australských jednotek největšího postupu, avšak ještě téhož dne odpoledne byl zatlačen zpět tureckým protiútokem. Turci v protiútocích pokračovali i v následujících třech dnech. V dalších týdnech se praporu podařilo porazit dva velké turecké útoky, a to ve dnech 18. května a 8. června, kdy byl Morshead povýšen na majora.

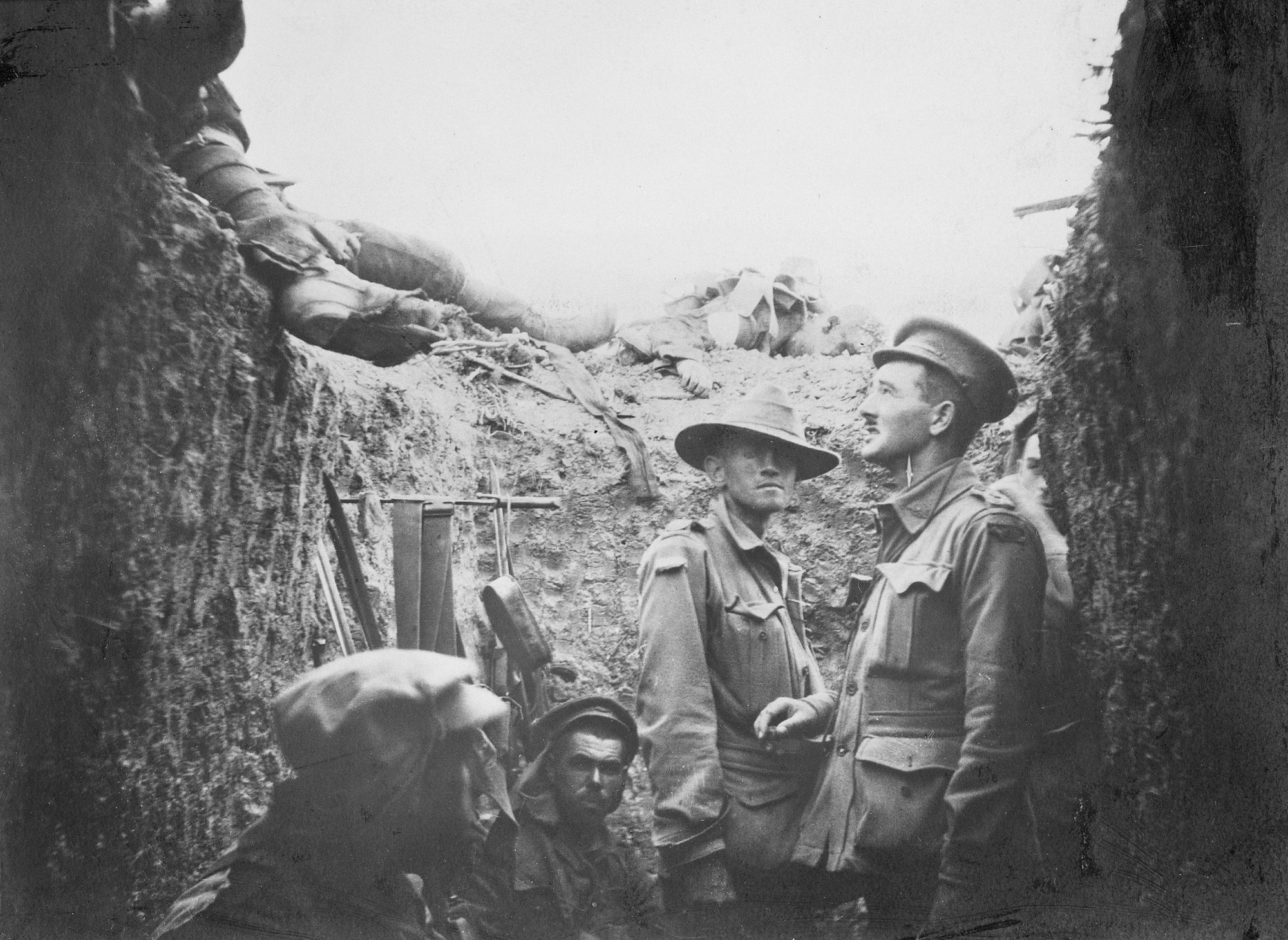
V popředí kapitán Leslie Morshead z 2. praporu a napravo od něj stojící vojín James Brown Bryant z 8. praporu po bitvě o Lone Pine.

Morshead se vyznamenal i v další velké bitvě o Lone Pine 8. srpna 1915. Boje byly tak líté, že z 22 důstojníků praporu zůstal jediný. Nicméně ani jemu se nevyhnuly zdravotní potíže a onemocněl úplavicí a paratyfem. Z přední linie byl evakuován 16. září 1915 do 3. všeobecné nemocnice na Lémnosu, odkud ho čekal transport nemocniční lodí Aquitania do Wandsworthu v Anglii.

### Západní fronta
Kvůli léčbě se Morshead 22. ledna 1916 vrátil do Austrálie, kde byl léčen ve 4. všeobecné nemocnici v Randwicku v Novém Jižním Walesu. Po svém uzdravení byl přiřazen k 33. pěšímu praporu, který byl v té době formován v Armidale jako součást 3. divize. 16. dubna byl jmenován velitelem praporu a o tři dny později povýšen do hodnosti podplukovníka. Následoval transport do Anglie, kde se vylodil 4. května 1916.

V Larkhillu v Anglii probíhal výcvik praporu až do listopadu 1916, kdy byl 33. pěší prapor odvelen do Southamptonu, aby se vydal na cestu do Francie. Nasazení na západní frontě 7. prosince 1916 ulevilo britskému praporu nasazenému u Armentières. Za své úspěchy v boji byl Morshead oceněn Řádem za vynikající službu. Velitel jeho divize, generálmajor John Monash, napsal:
„Tento důstojník prokázal velkou schopnost v řízení a organizaci svého praporu, který dosáhl vysoké bojové efektivnosti. Jeho energický přístup k tréninku jeho důstojníků a mužů před vlastním vyloděním byl důvodem s jakou lehkostí prapor ulevil britskému praporu pár dní po jejich příjezdu na frontu. Od okamžiku nasazení na frontě se prapor ukázal jako efektivně bojující jednotka díky osobnosti jejich velitele a jeho schopnosti velet. Zorganizoval a vedl dva úspěšné útoky na nepřátelské zákopy. Jeho odvaha a silná osobnost vytvořili skvělého ducha mezi příslušníky praporu. Tento důstojník předtím působil v Gallipoli.“
Následně Morshead vedl 33. pěší prapor do bitvy o Messines v červnu 1917, stejně jako do hrozné bitvy o Passchendaele, také známé jako třetí bitva o Yper, v říjnu 1917, kde 3. divize utrpěla vážné ztráty. V březnu 1918 byla 3. divize odvelena do oblasti Sommy, aby pomohla zastavit německou jarní ofenzívu. 9. pěší brigáda, jejíž součástí byl i 33. pěší prapor, byla odtržena od zbytku 3. divize a poslána do Villers-Bretonneux. 30. března 1918 byl Morshead velitelem brigády, brigádním generálem Charlesem Rosenthalem, pověřen k obnovení linie kolem Aubercourtu. S pomocí britské jednotky 12th Lancers, byl prapor schopen tento úkol splnit, i když se nepodařilo postoupit tak daleko jak Rosenthal doufal. Následně byl prapor stažen do Villers-Bretonneux k odpočinku.
Nicméně již 4. dubna byl Morshead překvapen, že byla fronta prolomena, a boje ohrožovaly samotné Villers-Bretonneux. Během první bitvy o Villers-Bretonneux se prapor zapojil do bojů zadržujících postup Němců a bránil také samotnému obsazení města. 18. dubna bylo město zasaženo velkou dávkou bojového plynu. Mnoho mužů z praporu bylo toho dne plynem zasaženo, včetně samotného Morsheada. Následná léčba mu neumožnila návrat k praporu až do června 1918.
Opětovně pak velel svému praporu v bitvě o Amiens. Za bojové nasazení v srpnu 1918 byl oceněn Řádem čestné legie. Po válce, v prosinci 1919, mu byl za jeho službu na západní frontě udělen Řád sv. Michala a sv. Jiří.

## Meziválečné období
V listopadu 1919 se Morshead vrátil do Austrálie a jeho přiřazení k jednotce bylo ukončeno v březnu 1920. Zvažoval vstup do pravidelné armády, ale zjistil, že to je možné pouze absolventům Royal Military College v Duntroonu. Zkusil tedy hospodařit na necelých 10 hektarech půdy, kterou obdržel jako válečný veterán, nedaleko Quilpie, ale tento pokus ztroskotal, a tak se Morshead vrátil do Melbourne. Zde si 17. listopadu 1921 vzal za ženu Myrtle a v roce 1923 se jim narodila dcera Elizabeth.
Po období, kdy se věnoval pochybným aktivitám, nastoupil 24. října 1924 do společnosti Orient Line v Sydney. V roce 1926 byl povýšen do vedoucí pozice a i v následujících letech se jeho kariéra u této společnosti rozvíjela.
Kromě svého zaměstnání zůstává po celou dobu také aktivní v milici. V letech 1921 až 1925 velí 19. pěšímu praporu a 1. srpna 1926 se stal velitelem 36. pěšího praporu. V roce 1933 je povýšen na plukovníka a je mu svěřeno velení 14. pěší brigády. O rok později se vrátil do Melbourne, kde mu bylo svěřeno velení 15. pěší brigády. V roce 1937 se opět přestěhoval do Sydney, kde převzal velení nad 5. pěší brigádou.
V roce 1937 ho pracovní povinnosti u Orient Line zavedli do Anglie, kde měl příležitost vidět na manévrech britskou armádu, která ho ohromila. Uvědomil si jak je australská armáda zaostalá v obou směrech, jak v oblasti personální tak technologické. V roce 1938 byl povýšen na brigadýra i přes jeho politické smýšlení, které směřovalo k extrémní pravici, což ho v té době přivedlo i k paravojenské organizaci New Guard, australské monarchistické, protikomunistické organizace, později inspirované fašismem.

## Druhá světová válka
Morshead byl 6. října 1939 vybrán Sirem Thomasem Blameyem jako velitel 18. pěší brigáda v rámci nově zformované 6. divize. 10. října Morshead oficiálně vstoupil do armády a obdržel služební číslo NX8. Při této příležitosti také obdržel hodnost plukovníka.O několik dní později, 13. října, se Morshead setkal s Blameyem, aby mu pomohl s výběrem důstojníků nové brigády.
Z důvodů zpoždění při budování výcvikového tábora, nebyl výcvik 18. pěší brigády až do prosince 1939 koncentrován, a probíhal na úrovni praporů v jejich domovských státech. Až v lednu 1940 se uvolnil výcvikový tábor v Ingleburnu v Novém Jižním Walesu, který dříve sloužil 16. pěší brigádě, která v té době byla převelena do Palestiny. Z těchto důvodů byl výcvik 18. pěší brigády opožděn.

### Británie
Konečně byl výcvik u konce a brigáda se 5. května 1940 nalodila v Sydney na loď Mauretania. Během cesty se však situace ve Francii natolik změnila, že loď byla odkloněna do Velké Británie. Po přistání byla brigáda poslána do táborů v Salisbury Plain, na stejné místo, kde Morshead trénoval již v roce 1916 s 3. divizí. Přestože australské síly pod velením generálmajora Henryho Wyntera byly špatně vyzbrojené, připadl brigádě důležitý úkol obrany jižní Anglie.
Ovšem již na podzim 1940 byla brigáda převelena na Blízký Východ, kde 31. prosince přistála v Alexandrii v Egyptě. Již 29. ledna 1941 Morshead přebral velení nad celou 9. divizí, kdy ve funkci nahradil generála Wyntera, který vážně onemocněl a byl poslán domů.

### Tobruk
V únoru 1941 došlo ke kompletnímu přeorganizování celé divize, kdy 18. a 25. pěší brigády byly převeleny k 7. divizi. Naopak k 9. divizi byly přiřazeny 20. a 24. pěší brigáda. Následně byla divize poslána do Tobruku, do oblasti Derna, kde měla vystřídat 6. divizi a uvolnit ji tak pro nasazení v bojích o Řecko. Téměř okamžitě se tedy špatně vyzbrojená a nedostatečně vycvičená divize dostala do tuhého boje. Do bojů vstoupila v okamžiku, kdy síly Commonwealthu ustupovali pod tlakem Rommelova Afrikakorpsu. Postup německých jednotek vedl k obležení klíčového přístavu Tobruk, který se ocitl v obklíčení stovky mil za nepřátelskou linií.
Generálporučík John Lavarack byl přesvědčen, že je možné Tobruk udržet a Morshead tedy dostal rozkaz jej bránit. Ve stejné době dostala 18. pěší brigáda rozkaz k posílení posádky v Tobruku. V této době tedy obranu přístavu zajišťovaly čtyři brigády, s podporou britských tanků a dělostřelectva. Obráni dostali rozkaz od generála Sira Archibalda Wavella k udržení pevnosti po dva měsíce, aby tak daly šanci k přeskupení dalších spojeneckých jednotek v oblasti.
Strategie, kterou Morshead použil při obraně Tobruku, se dodnes vyučuje na mnoha vojenských školách po celém světě. Velmi důležitým bodem celé strategie bylo podnikání ofenzivních operací, kdykoli to situace jen trochu dovolovala. Agresivní využití odstřelovačů, dělostřelectva a protiútoků na klíčové křižovatky udržovaly Rommelovy jednotky mimo rovnováhu. Vojáci osy se brzy naučili děsit se hlídek australské pěchoty, která dominovala v zemi nikoho a neustále podnikala útoky na přední pozice nepřítele za účelem výzvědné činnosti, získání zajatců, překažení útoku nebo položení min, stejně jako s cílem získat suroviny, kterých se v Tobruku nedostávalo. Činnost pěchoty v jejich akcích byla podporována dobře rozmístěným dělostřelectvem a mobilními rezervami. Obráncům se Tobruku nepodařilo ubránit pouhých 8 týdnů, ale celých 8 měsíců, během kterých ztroskotali tři spojenecké pokusy obráncům pomoci.
Německou propagandou byl velitel obránců Morshead označován jako "Ali Baba Morshead a jeho 20 000 loupežníků" a obránci sami jako "Krysy z Tobruku". Morshead v této době získal také přezdívku od svých mužů, kteří mu říkali "Ming Nemilosrdný" nebo jen prostě "Ming", podle nechvalně známé postavy z komiksu Flash Gordon.

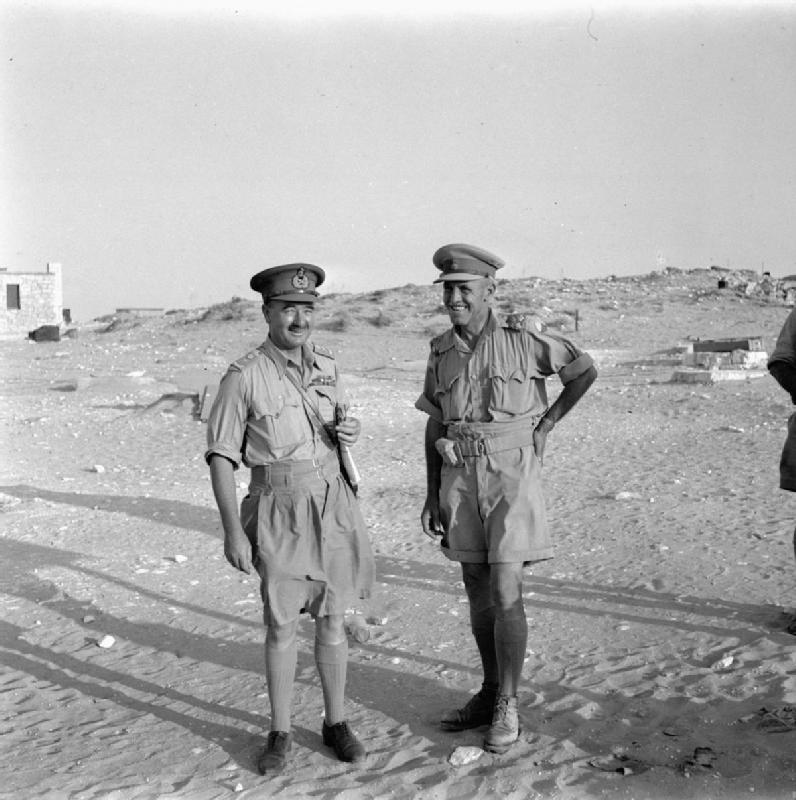
Vlevo stojící Morshead, velitel 9. divize v červenci 1942 u El Alameinu.

V červenci 1941 Morshead nabyl přesvědčení, že jeho jednotky začínají být unavené. Zdraví vojáků se zhoršovalo a navzdory úsilí jejich morálka a disciplína ochabovala. Informoval proto generály Blameye a Auchinlecka, že by měli být vystřídáni. Auchinleck tedy navrhl nahrazení 18. pěší brigády polskou karpatskou divizí. V tomto okamžiku ovšem do věci vstoupili politici. Nová vláda Johna Curtina v Austrálii na radu Blameye celou věc přednesla premiéru Winstonu Churchillovi, který proti návrhu protestoval. Měl za to, že by tento manévr znamenal opoždění operace Crusader, která však nakonec kvůli vývoji události stejně byla odložena. Až v říjnu 1941 byl Morshead a většina 9. divize nahrazeni britskou 6. divizí. 9. divize byla převelena do Sýrie, kde plnila funkci okupační síly. V Sýrii byla divize dovybavena, vojáci si mohli odpočinout a také zde proběhl výcvik posil.
Neúspěch německých ozbrojených složek u Tobruku byl v této fázi války ojedinělým jevem. Za své úspěchy během těchto bojů byl Morshead oceněn polskou exilovou vládou a byl mu udělen Řád Virtuti Militari. Dekorován byl 21. listopadu 1941 Władysławem Sikorským.

### El Alamein

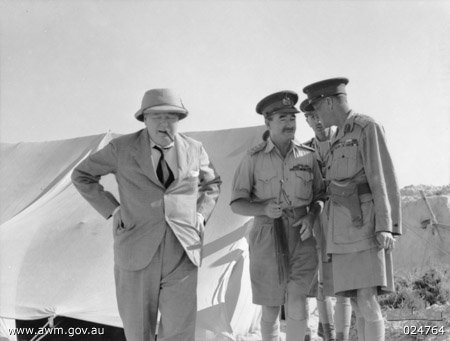
Inspekce velitelství australské 9. divize u El Alameinu v srpnu 1942. Zleva: Winston Churchill, generálporučík Leslie Morshead, generál Sir Claude Auchinleck a generálporučík W. H. C. Ramsden.

Propuknutí války v tichomoří v prosinci 1941 a tím vyvolané bezprostřední nebezpečí invaze japonských sil na australskou půdu, vedl na začátku roku 1942 k převelení 6. a 7. divize na Dálný Východ. Morshead následně v březnu 1942 stal velitelem australských sil ve středomořské oblasti a byl povýšen na generálporučíka, přičemž i nadále zůstával velitelem 9. divize.
Morshead v této době doufal, že by se mohl stát velitelem Britského XXX. sboru, útvaru složeného především z jednotek Commonwealthu, stejně jako se to v první světové válce podařilo jinému Australanovi, generálu Harrymu Chauvelovi. Mnoho válečných dopisovatelů, včetně Gavina Longa, si myslelo, že by byl Morshead skvělou volbou. Ovšem neshody s Auchinleckem vedli k jeho zaškatulkování jako „těžko podřiditelného“, takže ani jeho nesporné úspěchy jako velitele divize mu nepřinesly velení nad celým sborem. Navíc již zmiňovaný Chauvel byl důstojníkem pravidelné armády, což u Morsheda tak nebylo. Tento názor sdílel i nově jmenovaný velitel britské 8. armády, generálporučík Bernard Montgomery, který zastával názor, že "rezervisté nevládnou dostatkem výcviku a zkušeností", aby mohli velet sboru.
V druhé bitvě u El Alameinu, měla 9. divize za úkol vyčistit severní oblast od německých a italských jednotek, jejichž přítomnost hrozila odříznutím spojeneckých jednotek mezi pobřežní silnicí a mořem. Při počátečním útoku se divizi podařilo proklestit si cestu nepřátelskou obranou, ovšem vyčistit oblast od minových polí se jí nepodařilo. V té době se také zarazil postup Britů a hlavní část úkolu tedy přešla na 9. divizi, které se v následujících pěti dnech podařil průlom německých a italských pozic, ač za cenu ohromných ztrát. Úspěch 9. divize vedl k rozdrobení sil Afrikakorpsu, a svými důsledky donutilo Rommela k ústupu. Hrdinské nasazení mužů divize, bez nichž by tento průlom nebyl možný, ocenil i velitel sboru Oliver Leese.
Během celého tažení u El Alameinu bylo zabito 1177 australských mužů, 3629 zraněno, 795 padlo do zajetí a 193 bylo pohřešováno. Tyto ztráty představovaly celých 22 % ztrát, které v těchto bojích utrpěla celá britská 8. armáda.

### Tažení na Nové Guineji

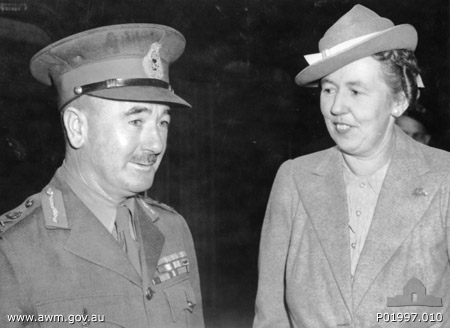
Morshead se svou ženou c. 1944.

Po El Alameinu byl Morshead i s celou divizí převelen do jihozápadního Pacifiku. Do Fremantle v Austrálii dorazil 19. února 1943, kde byl přivítán generálporučíkem Gordonem Bennettem, se kterým se znal již z meziválečného období. Poté odletěl do Melbourne, kde se setkal se svou ženou, sirem Winstonem Duganem a sirem Thomasem Blameyem a byl informován o tom, že byl vybrán jako velitel sboru. V březnu 1943 tedy přenechal velení nad 9. divizí generálmajoru Georgi Woottenovi a sám se ujal velení II. sboru. Nicméně s tím jeho vliv na 9. divizi neskončil, neboť tato divize spolu s 6. a 7. divizí byly součástí II. sboru. Všechny tři divize v té době podstupovaly v Atherton Tablelandu výcvik boje v džungli, aby se připravily na své nasazení na Nové Guineji.
Na konci září 1943 byl Morshead vyzván, aby nahradil generála Edmunda Herringa, což také 7. října 1943 udělal. Po příjezdu na Novou Guineu Morshead zjistil, v jak složité situaci se spojenecké jednotky nachází. Nejenom že Japonci ovládali výšiny u Finschhafenu, z kterých měli pláže obsazené Australany jak na dlani, ale také že Japonci své pozice rychle posilují a každou chvíli hrozil japonský protiútok. Morshead ihned požadoval nezbytné posílení, v čemž mu bylo neprodleně vyhověno. Mimo jiné získal tanky Matilda z 1. tankového praporu. Díky jeho zásahu tak byl japonský protiútok rozdrcen.
7. listopadu 1943 se Morshead stal výkonným velitelem novoguinejských sil a 2. armády, poté co generál Iven Mackay převzal své povinnosti v Indii. Natrvalo tuto funkci převzal o několik měsíců později, 20. ledna 1944. V čele II. sboru ho tedy nahradil generálmajor Frank Berryman. V čele novoguinejských jednotek tedy stál v době bitev u Sattelbergu, Jivevanengu, Sio a Shaggy Ridge. Jeho vytrvalost byla odměněna v dubnu 1944, kdy se mu podařilo dobýt Madang.

### Tažení na Borneu

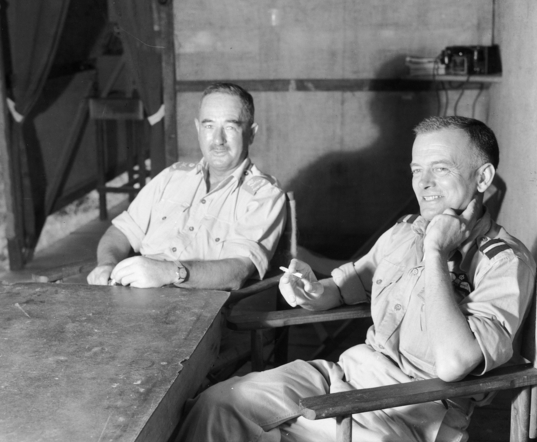
Morshead s Air Commodorem F. R. W. Schergerem na Borneu v roce 1945.

Morshead přenechal velení nad novoguinejskými jednotkami generálporučíkovi Stanleymu Savigovi dne 6. května 1944 a vrátil se do Austrálie, kde nadále působil jako velitel 2. armády. V červenci 1944 byl Morshead přiřazen jako velitel I. sboru v Atherton Tablelandu. V únoru 1945 bylo Morsheadovi oznámeno, že jeho dalším působištěm bude Borneo. I. sbor pro následující operaci převzal přímo pod sebe generál Douglas MacArthur. Morshead byl během operace zodpovědný za sérii vyloďovacích operací, a to na Tarakanu na severu Bornea a na Balikpapanu. Tohoto se zhostil s vysokou efektivitou a vytyčených cílů dosáhl s malými ztrátami.
Pro plánovanou invazi na Honšú, byl na velitele sboru Commonwealth navržen britský generálporučík Sir Charles Keightley, avšak australská vláda nechtěla do akce pod vedením důstojníka, který neměl žádné zkušenosti z boje proti Japoncům, a na tuto pozici navrhla Morsheada. Válka ovšem skončila dříve, než bylo ve věci rozhodnuto.

## Poválečné období
Po konci války se Morshead vrátil do Austrálie, kde opět se vrátil ke své činnosti u Orient Steam Navigation Company, kde se také 31. prosince 1947 stal generálním manažerem. I nadále přijímal pocty za jeho vojenskou službu včetně americké Medaile svobody se stříbrnou palmou. Jeho kariéra úspěšně pokračovala, stal se prezidentem Bank of New South Wales, předsedou David Jones a ředitelem dalších společností.
Od roku 1950 stál v čele 'The Association', tajné organizace podobné hnutí New Guard, jehož členem byl ve 20. letech. Společnost se připravovala na to čelit podvratným komunistickým akcím. Již roku 1952 byla však v tichosti rozpuštěna.
Během dalších let odmítl řadu nabídek na pokračování ve vojenské kariéře, stejně jako diplomatické pozice a odmítnutí se dočkala i nabídka na post guvernéra Queenslandu.
Morshead podlehl 26. září 1959 rakovině v nemocnici Svatého Vincenta v Sydney. Dostalo se mu cti vojenského pohřbu, kdy mu vzdali hold i příslušníci 9. divize. Jeho žena i dcera jej přežily.